# Medicinske upute za terapiju održavanja života
MOLST je akronim za Medical Orders for Life-Sustaining Treatment ili medicinske upute za terapiju održavanja života. MOLST Program je inicijativa koja ima za cilj olakšati donošenje odluka vezanih uz kraj života u saveznoj državi New York a uključuje upotrebu MOLST formulara. MOLST formular je formular kojeg je izdao Odjel za zdravstvo države New York (DOH-5003). MOLST se koristi kod pacijenata koji su terminalno bolesni i kod kojih se može očekivati smrt unutar 6 mjeseci, neovisno o primijenjenom liječenju. Na primjer, pretpostavimo da je pacijent u stanju donositi odluke i želi umrijeti prirodno u svom domu, a ne u jedinici intenzivne njege u bolnici na ventilatoru i sondama za hranjenje. Korištenjem MOLSTa, uz infornirani pristanak pacijenta, liječnik može izdati upute za terapiju održavanja života, uključujući: samo mjere osiguravanja ugode (palijativna skrb), ne oživljavaj (dopusti prirodnu smrt); ne intubiraj; ne hospitaliziraj; nemoj stavljati sonde za hranjenje; ne primjenjuj tekućine intravenozno; ne koristi antibiotike; ne koristi dijalizu; ne koristi tranfuzije. Upute bi trebali poštovati svi zdravstveni djelatnici u svim okolnostima, uključujući hitnu medicinsku pomoć koja dolazi na poziv 911 nakon što pacijent izgubi sposobnosot donošenja odluka.

## MOLST Program
MOLST Program je inicijativa savezne države New York koji olakšava donošenje odluka vezanih uz kraj života. Cilj MOLST Programa je osigurati da su odluke o neprimjeni ili prekidu primjene terapije održavanja života učinjene u skladu s pacijenovim željama, ili, ako pacijentove želje nisu poznate i ne mogu se logički zaključiti, u skladu s njegovim najboljim interesom.
Patricia „Pat“ Bomba, liječnica, je bila na čelu MOLST Programa od njegovog začetka. Dr. Bomba je potpredsjednica Excellus BlueCross BlueShield. Više informacija o MOLST Programu može se pronaći na internetskim stranicama koje vodi dr. Bomba – www.compassionandsupport.org.

## Pravne osnove
Prema običajnom pravu države New York, pružatelji usluga u zdravstvu mogu ne prožiti ili prekinuti terapiju održavanja života kod pacijenta koji umire i koji nije u stanju donositi vlastite medicinske odluke ako je to temeljeno na jasnim i uvjerljivim dokazima o pacijentovim željama. Od 1987., New York je imao Ne oživljavaj (NO) zakon koji je dopuštao surogatima da donose odluke o kardiopulmonalnom oživljavanju u ime odraslog pacijenta koji nije u stanju donositi odluke. 1991., zakon je promijenjen kako bi ovlastion ne-bolničke odluke o ne-oživljavanju. Temeljem ovog zakona, Odjel za zadravstvo države New York je kreirao standardni obrazac kako bi se izdala vanbolnička uputa o neoživljavanju (DOH-3474), koja se i danas koristi. 2005. godine, zakon je promijenjen kako bi Odjel za zdravstvo države New York mogao izdati „alternativne obrasce“ za izdavanje vanbolnčkih uputa o neoživljavanju za okruge Monroe i Onondaga. Time je započeo MOLST kao pilot program. 2006., zakon je promijenjen kako bi se dopustili „alternativni obrasci“ za vanbolničku primjenu uputa Ne intubiraj (NI). To je bilo nužno jer su djelatnici hitne medicine smjeli poštovati NO upute samo u slučaju srčanog ili respiratornog zastoja te bi intubirali pacijenta s NO uputom ako nisu u stanju apsolutnog zatajenja srca ili respiracije.

## MOLST formular
U 2008., MOLST je prestao biti pilot program kada je došlo do promjene zakona kako bi se dopustila upotreba MOLST obrazaca u izvanbolničkim uvjetima za NO i NI upute diljem savezne države. U 2010., s izglasavanjem zakona o obiteljskim odlukama o zdravstvenoj zaštiti, pravna uputa za MOLST je prešla iz N.Y. Public Health Law članka 29-B u članak 29-CCC. Prema trenutačnim zakonima, MOLST obrazac može se koristiti kako i se izdale NO i NI upute u državi New York, a te upute mora poštovati osoblje hitne medicinske pomoći, osoblje usluga za kućnu njegu, osoblje hospicija i bolničkih odjela za hitnu medicinu. Liječnici mogu koristiti ovaj obrazac za bilo kojeg pacijenta u bilo kojim okolnostima kako bi izdali upute o terapiji održavanja života. Dio je prvog preventivnog fizikalnog pregleda prema Medicare Part B usmena ili pisana informacija o pacijentovoj sposobnosti da ispuni MOLST obrazac i lječnikovoj spremnosti da izda upute prema MOLST obrascu. Sekcija 2997-c njujorškog zakona o javnom zdravstvu zahtijeva da odgovorni zdravstveni djelatnik ponudi pacijentima s terminalnom bolesti informacije i savjetovanje o palijativnoj njezi i prikladnim opcijama vezanima uz kraj života.
|  | Molimo pročitajte upozorenje o korištenju medicinskih informacija. Ne provodite liječenje bez savjetovanja s liječnikom! |